# 古尔容
古尔容（法語：Gourgeon，法語發音：[ɡuʁʒɔ̃]）是法国上索恩省的一个市镇，属于沃苏勒区。

## 地理
古尔容（47°43'6"N, 5°50'41"E）面积13.69 平方千米，位于法国勃艮第-弗朗什-孔泰大區上索恩省，该省份为法国东部内陆省份，北起顺时针与孚日省、贝尔福地区省、杜省、汝拉省、科多尔省和上马恩省接壤。
与古尔容接壤的市镇（或旧市镇、城区）包括：孔博方丹、科尔诺、拉维涅。

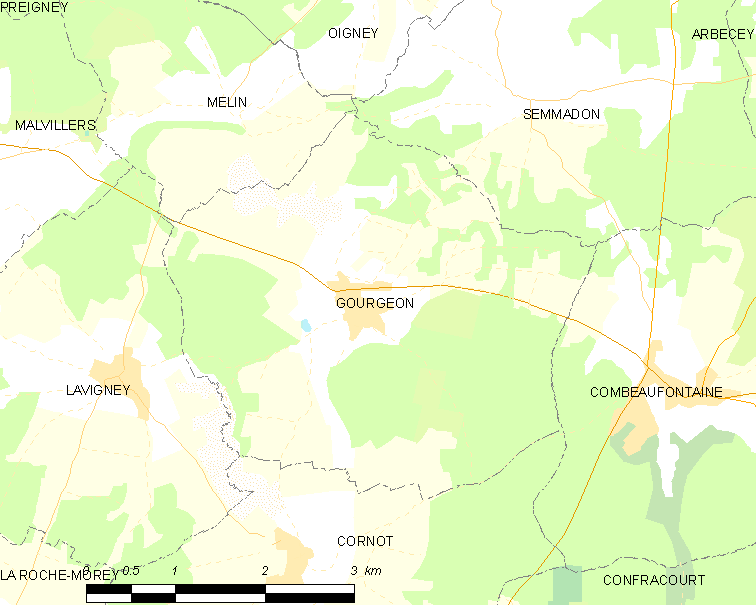
古尔容的OSM定位图

古尔容的时区为UTC+01:00、UTC+02:00（夏令时）。

## 行政
古尔容的邮政编码为70120，INSEE市镇编码为70272。

## 政治
古尔容所属的省级选区为瑞塞县。

## 人口

1962-2008年间古尔容人口变化图示

古尔容于2022年1月1日时的人口数量为178人。